# Rajd Costa Brava 1982
Rajd Costa Brava 1982 (30. Rally Costa Brava) – 30 edycja rajdu samochodowego Rajd Costa Brava rozgrywanego w Hiszpnii. Rozgrywany był od 18 do 21 lutego 1982 roku. Była to szósta runda Rajdowych Mistrzostw Europy w roku 1982 (rajd miał najwyższy współczynnik - 4) oraz pierwsza runda Rajdowych Mistrzostw Hiszpanii.

## Klasyfikacja rajdu
| Miejsce                      | Kierowca                     | Pilot                        | Samochód                     | Czas                         | Strata                       |                              |
| Klasyfikacja generalna i ERC | Klasyfikacja generalna i ERC | Klasyfikacja generalna i ERC | Klasyfikacja generalna i ERC | Klasyfikacja generalna i ERC | Klasyfikacja generalna i ERC | Klasyfikacja generalna i ERC |
| ---------------------------- | ---------------------------- | ---------------------------- | ---------------------------- | ---------------------------- | ---------------------------- | ---------------------------- |
| 1.                           | Antonio Fassina              | Roberto Dalpozzo             | Opel Ascona 400              | 6:21:40                      | 0.0                          |                              |
| 2.                           | Genito Ortiz                 | Guillermo Barreras           | Renault 5 Turbo              | 6:24:22                      | +2:42                        |                              |
| 3.                           | Andrea Zanussi               | Arnaldo Bernacchini          | Fiat 131 Abarth              | 6:31:50                      | +10:10                       |                              |
| 4.                           | Salvador Servià              | Jordi Sabater                | Ford Fiesta MK1 1600S        | 6:33:29                      | +11:49                       |                              |
| 5.                           | Błażej Krupa                 | Piotr Mystkowski             | Renault 5 Turbo              | 6:46:21                      | +24:41                       |                              |
| 6.                           | Carles Santacreu             | Antonio Santacreu            | Opel Ascona B 2.0 SR         | 6:57:59                      | +36:19                       |                              |
| 7.                           | Antonella Mandelli           | Fiorella Maggi               | Fiat 131 Abarth              | 6:59:55                      | +38:15                       |                              |
| 8.                           | Robert Cat                   | Alain Florès                 | Citroën Visa Trophée         | 7:06:10                      | +44:30                       |                              |
| 9.                           | Bernard Halil                | Pierre-Yves Rudaz            | Renault 5 Turbo              | 7:09:48                      | +48:08                       |                              |
| 10.                          | Juan Franquesa               | Antonio Alonso               | Opel Ascona 2000             | 7:10:31                      | +48:51                       |                              |